# Girolamo Forabosco
Girolamo Forabosco (Venezia, 1605 – Padova, 23 gennaio 1679) è stato un pittore italiano.

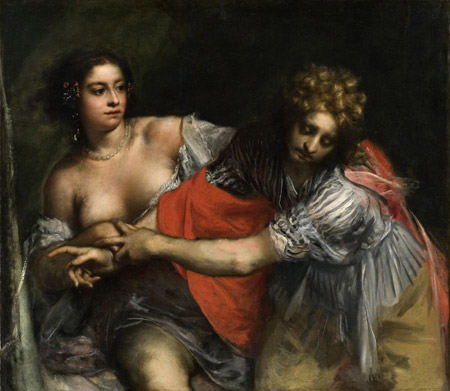
Girolamo Forabosco, Giuseppe e la moglie di Putifarre, Rovigo, Palazzo Roverella,

Pittore del periodo barocco  attivo fra Padova e Venezia, dove risulta presenta fra il 1636  e il 1644. 
Fu allievo di Alessandro Varotari (il Padovanino), e venne influenzato da Bernardo Strozzi e Caravaggio. 
Gregorio Lazzarini fu un suo allievo.

## Alcue opere
- Madonna col Bambino e i santi Defendente, Rocco e Sebastiano, Roncola, chiesa di San Bernardo
- Salvataggio miracoloso, 1646, Malamocco, chiesa di Santa Maria Assunta[1]

## Musei in cui è esposto
Le sue opere sono esposte in molti musei:
- Galleria degli Uffizi
- Pinacoteca Comunale di Cesena
- Palazzo Roverella
- Gemäldegalerie Alte Meister